# Pringle-Manöver

Schematische Darstellung des Pringle-Manövers

Das Pringle-Manöver ist eine von James Hogarth Pringle  entwickelte Maßnahme zur Unterbindung der Blutzufuhr bei operativen Eingriffen an der Leber. Dabei wird das Ligamentum hepatoduodenale, in dem die Pfortader (Vena portae) und die Arteria hepatica propria (Leberarterie) verlaufen, durch eine Gefäßklemme vorübergehend abgedrückt. Der ebenfalls im Ligamentum hepatoduodenale verlaufende Ductus choledochus wird dabei nach Möglichkeit ausgelassen. Ein Abklemmen wird über einen Zeitraum von bis zu 60 Minuten meist gut toleriert. Durch präischämische Konditionierung – vorheriges 2- bis 3-maliges Abklemmen über einen Zeitraum von 10 Minuten – kann die Toleranzzeit erhöht werden. Alternativ besteht für längere Operationen die Möglichkeit, zwischenzeitlich die Durchblutung wiederherzustellen.